# Bradoponera
Bradoponera – wymarły rodzaj mrówek z podrodziny Proceratiinae. Opisano cztery gatunki z inkluzji w eoceńskim bursztynie.

## Gatunki
Rodzaj obejmuje cztery gatunki:
- Bradoponera electrina De Andrade & Baroni Urbani, 2003
- Bradoponera meieri Mayr, 1868
- Bradoponera similis Dlussky, 2009
- Bradoponera wunderlichi Baroni Urbani & De Andrade, 2003